# 小槙孝二郎
小槙 孝二郎（こまき こうじろう、1903年1月30日 - 1969年5月3日）は、日本のアマチュア天文家。日本の流星観測のネットワークを組織。

## 人物
現在の岡山県津山市上之町の山本家に生まれる。1921年、天文同好会（後の東亜天文学会）に入り京都大学の山本一清に師事し、同会の流星課長として月刊誌『天界』に流星観測報告や論文を発表。1925年、和歌山県有田郡（現・有田川町）に転居（小槙姓となる）。以後、教職に就きながら流星観測を続け1943年に「
紀伊天文同好会」を設立。後にこれが「日本流星研究会」に発展し、全国三百数十カ所にわたる流星観測のネットワークを組織。日本全国のアマチュア天文家と交流し青少年の宇宙への夢を育んだ。それまで未発見のものを含め多くの流星群を観測。データを整理し、47年間にわたる流星観測数は2万数千個に及んだ。

## 履歴・業績
- 1903年 - 現在の岡山県津山市上之町に生まれる。
- 1918年 - 岡山師範学校に入学。在学中天文学に興味を覚え、天文学者の水野千里から指導をうけた。在学中、ペルセウス座流星群・しし座流星群等の流星群を観測。
- 1924年 - 津山出身で内村鑑三に私淑しキリスト教独立信徒として科学文化の普及に貢献した森本慶三を敬愛し、氏と共に観測会・講演会を開いた。1926年に森本慶三が津山基督教図書館を設立した際、直径2.5メートルの大星座早見表を作成。同館四階の天井に設置した。
- 1927年 - アメリカの流星研究者チャールズ・オリーヴィアの著書『流星』を読み、大いに益することがあり、亡くなるまで同氏と観測結果を交換し親交を結んだ。
- 1928年 - 東亜天文学会流星課長として関西を中心に観測網を作り、以後月刊誌『天界』にデータを報告。「流星軌道計算法」その他、いくつか論文を発表。
- 1930年 - 京都帝国大学理学部嘱託として同大学の花山天文台で宮本正太郎・神田茂他多くの天文学者の知己を得てアマチュア観測者との間の橋渡しとなった。
- 1932年 - しし座流星群の観測を行う。観測陣の間で極大日について論争があった。
- 1936年 - 北海道遠軽町にて皆既日食を観測。結果を会報その他に報告。
- 1943年 - 紀伊天文同好会を組織し同好者で流星観測態勢を設立。後に日本流星研究会に発展。『天文回報』や会誌『流星の友』を通じ、各地天文台・学校天文部と結ばれ全国的なネットワークを組織、世界各国の観測者交流の場ともなった。
- 1957年 - 「国際地球観測年」（I.G.Y.)にあたりアメリカのスミソニアン天文台の呼びかけで金屋町に人工衛星観測班(Moon Watch)を組織。その実績が評価され、国際地球年委員会より表彰。
- 1963年 - 北海道美幌町の皆既日食に観測隊員として参加。結果を会報その他に発表。
- 1965年 - 和歌山県文化賞を受賞。
- 1968年 - 紀伊天文同好会（日本流星委員会）が日本流星研究会と改称され名実ともに流星天文学の研究組織となり世界の流星観測者と交流するようになった。
- 1969年 - 5月3日死去。

## 著書
- 『流星の研究』恒星社（1935年）
- 『流星とその観測』恒星社（1967年）

## 共著
- 『流星と其の観測法』 恒星社 図説天文講座・銀河と宇宙（1937年）
- 『流星の対地軌道の決定・流星出現の予想』 恒星社 新天文学講座14巻（1964年）
- 『天体観測入門』 恒星社 日本天文学会編 流星の観測（1967年）

## 小惑星
- 3219 こまき（小槙） - 発見者・中野主一によって命名